# 1153. grenadirski polk (Wehrmacht)
1153. grenadirski polk (izvirno nemško 1153. Grenadier-Regiment; kratica 1153. GR) je bil pehotni polk Heera v času druge svetovne vojne.

## Zgodovina
Polk je bil ustanovljen 26. avgusta 1944 kot sestavni del 565. ljudskogrenadirske divizije; še v času oblikovanja so polk preimenovali v 352. grenadirski polk.